# Перківці
Перкі́вці — село в Україні, у Кельменецькій селищній громаді Дністровського району Чернівецької області.

## Історія
З 1991 року в складі незалежної України.
В 2021 році шляхом об'єднання сільських рад, село увійшло до складу Кельменецької селищної громади.

## Населення
Згідно з переписом УРСР 1989 року чисельність наявного населення села становила 1630 осіб, з яких 730 чоловіків та 900 жінок.
За переписом населення України 2001 року в селі мешкали 1392 особи.

### Мова
Розподіл населення за рідною мовою за даними перепису 2001 року:
| Мова       | Відсоток |
| ---------- | -------- |
| українська | 99,07 %  |
| російська  | 0,64 %   |
| молдовська | 0,29 %   |

## Особистості
- Ісак Анатолій Федорович. — (*05.07.1957, с. Перківці Кельменецького району) — публіцист. Член НСЖУ. У 1987 р.закінчив філологічний факультет Чернівецького держуніверситету. Працював редактором багатотиражки «Будівельник», редактором відділу газети «Буковинське віче», оглядачем газети «Буковина», головним редактором обласної газети «Буковина», нині оглядач тижневика «Погляд» (м. Чернівці).. Співавтор книги «Недописана ікона» (2002), автор книги «Доля з іменем Зорі» (2003).
- Чабан Анатолій Опанасович. — (*09.08.1941, с. Перківці Кельменецького району) — журналіст. Член НСЖУ. У 1964 р. закінчив філологічний факультет Чернівецького дуржуніверситету. Працював заввідділу газети «Радянська Буковина», заступником редактора газети «Буковинське віче», редактором газети «Селянські інтереси», редагував газети «Слово Христове» і «Смерічка». Автор поетичних збірок.